# Позняков, Василий

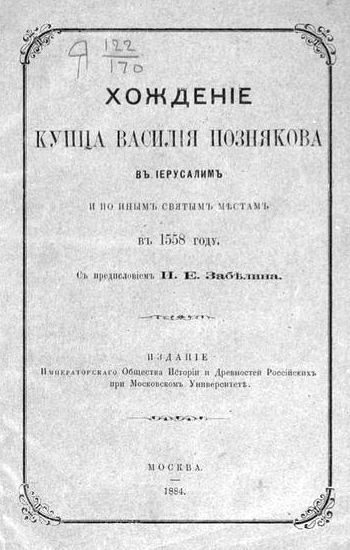
Титульный лист «Хожения» Василия Познякова издания 1884 года.

Васи́лий Позняко́в (жил в XVI веке) — русский купец и путешественник, автор «Хождения на восток».

## Известные страницы биографии
Василий Позняков родился в Смоленске и занимался торговыми делами в Москве.
В 1556 году к Ивану Грозному прислали просьбу о финансовой помощи патриарх Александрийский Иоаким I Афинянин и архиепископ Синайский. К октябрю 1558 года царь снарядил в дорогу к ним с дарами посольство во главе с новгородским архидиаконом Геннадием. Также в него вошли Василий Позняков, Дорофей Смолянин, Кузьма Салтанов и др.
Геннадий умер в Стамбуле и во главе посольства стал Позняков. Он и привёл товарищей в Александрию, где они пробыли до конца 1559 года, затем отправился с ними на Синай, пробыл три месяца в Иерусалиме на Святой Земле и к 1561 году вернулся в Москву, представив царю доклад о путешествии, до нас не дошедший. Позже он составил и литературное описание странствий.

## История «Хождения на восток»
«Хождение» Познякова в виде пересказа вошло в пользовавшееся популярностью (известно 200 списков и 40 печатных изданий) в XVII—XVIII веке «Хождение Трифона Коробейникова». Само произведение Познякова и настоящее имя его создателя было практически неизвестно до начала XIX века.
В 1845 и 1849 годах П. М. Строев упомянул Василия Познякова как автора изученных им рукописей, но не останавливался на них подробно. Иван Егорович Забелин в 1884 году доказал принадлежность большей части «Хождения Трифона Коробейникова» Познякову и издал собственно «Хождение на восток». В 1887 году оно было переиздано по другому списку Х. М. Лопарёвым.
Списков «Хождения на восток» существует три, все они XVII века и не вполне закончены.